# どうしても君が好きだ
「どうしても君が好きだ」（どうしてもきみがすきだ）は、日本の女性アイドルグループ・AKB48の楽曲。作詞は秋元康、作曲はナスカが担当した。2023年4月26日にAKB48のメジャー61作目のシングルとしてユニバーサル ミュージック（EMI Records）から発売された。楽曲のセンターポジションは本田仁美が務めた。

## 背景とリリース
前作『久しぶりのリップグロス』から約6か月ぶりとなるシングル。今作から10thシングル『大声ダイヤモンド』より約15年間所属していたキングレコードからユニバーサルミュージックへレーベルを移籍し、その第一弾の作品として発売。
Type A、Type B、Type Cのそれぞれ初回限定盤と通常盤、およびOfficial Shop盤の7形態で発売された。
2023年2月27日に、AKB48公式YouTubeチャンネルの生配信にて選抜メンバーが発表された。
選抜メンバーは前作に引き続き16名。平田侑希と山﨑空の2人が初選抜。本田がシングル表題曲のセンターを務めるのは、初センターの『元カレです』以来2作ぶり2回目となる。
前作の選抜メンバーのうち、岡田奈々と下尾みうの2人が選抜から外れた。
2023年3月20日放送の『CDTVライブ!ライブ!』（TBSテレビ）にて初披露された。
振付は、井上さくら・NOSUKEらプロフェッショナルダンサー達からなるスペシャリストチームのTeam“S”が担当。
全タイプ共通のカップリングには、『AKB48 サヨナラ毛利さん』（日本テレビ）での実施企画で優勝した、お料理選抜デザート部の「寝たふり」が収録されている。

## アートワーク
| Type A（初回限定盤） | 選抜メンバー全16名                                                                 |
| Type B（初回限定盤） | 小栗有以、佐藤綺星、千葉恵里、山内瑞葵                                             |
| Type C（初回限定盤） | 岡部麟、柏木由紀、倉野尾成美、向井地美音、村山彩希                                 |
| Type A（通常盤）     | 小栗有以、佐藤綺星、向井地美音                                                     |
| Type B（通常盤）     | 大盛真歩、岡部麟、本田仁美、茂木忍、山﨑空                                         |
| Type C（通常盤）     | 大西桃香、小田えりな、柏木由紀、倉野尾成美、千葉恵里、平田侑希、村山彩希、山内瑞葵 |
| Official Shop盤      | 本田仁美                                                                           |

## チャート成績
2023年5月8日付オリコンチャート（5月2日発表）でCDシングル初週32万7000枚を売り上げ初登場1位を獲得。『RIVER』から48作連続でオリコンチャート週間1位となり、歴代1位の記録をもつ女性アーティストによる「シングル連続1位獲得作品数」と「シングル通算1位獲得作品数」をともに自己更新し、「シングル連続トップ10入り獲得作品数」は59作となり、歴代1位となった。

## ミュージック・ビデオ
「学生時代、誰しも主人公になる瞬間があった。そんな情景を遠くおぼろげな記憶の中で思い起こすようなMVに」というテーマで、メンバー16名それぞれが主⼈公となり、学校の教室・図書室・放送室・保健室・プールなどで、主人公としてキラキラと輝いている瞬間に光を当てた「青春の1ページ」を描いており、キュートでポップな映像になっている。また、締めくくりのダンスシーンでは「印結びダンス」や16名だからこそ映える細やかなフォーメーションに挑戦している。撮影には千葉県松戸市にある私立学校・光英VERITAS中学校・高等学校の校舎が使用されている。

## シングル収録トラック

### Type A
「初回限定盤」と「通常盤」の2種類が存在するが、収録トラックは同一。
| #         | タイトル                                   | 作詞      | 作曲                | 編曲           | 時間  |
| --------- | ------------------------------------------ | --------- | ------------------- | -------------- | ----- |
| 1.        | 「どうしても君が好きだ」                   | 秋元康    | ナスカ              | 野中“まさ”雄一 | 4:16  |
| 2.        | 「寝たふり」(お料理選抜デザート部)         | 秋元康    | 園田健太郎          | APAZZI         | 4:16  |
| 3.        | 「サヨナラじゃない」(AKB48 チーム8)        | 秋元康    | Toshikazu.K、Yugo.A | Toshikazu.K    | 3:51  |
| 4.        | 「どうしても君が好きだ（off vocal ver.）」 |           | ナスカ              | 野中“まさ”雄一 | 4:16  |
| 5.        | 「寝たふり（off vocal ver.）」             |           | 園田健太郎          | APAZZI         | 4:15  |
| 6.        | 「サヨナラじゃない（off vocal ver.）」     |           | Toshikazu.K、Yugo.A | Toshikazu.K    | 3:51  |
| 合計時間: | 合計時間:                                  | 合計時間: | 合計時間:           | 合計時間:      | 24:45 |

| #  | タイトル                             | 作詞 | 作曲・編曲 | 監督                     |
| -- | ------------------------------------ | ---- | ---------- | ------------------------ |
| 1. | 「どうしても君が好きだ Music Video」 |      |            | Nanasari Tamura (KIENGI) |
| 2. | 「寝たふり Music Video」             |      |            | 大野敏嗣 (COLORS)        |

### Type B
「初回限定盤」と「通常盤」の2種類が存在するが、収録トラックは同一。
| #         | タイトル                                   | 作詞      | 作曲             | 編曲             | 時間  |
| --------- | ------------------------------------------ | --------- | ---------------- | ---------------- | ----- |
| 1.        | 「どうしても君が好きだ」                   | 秋元康    | ナスカ           | 野中“まさ”雄一   | 4:16  |
| 2.        | 「寝たふり」(お料理選抜デザート部)         | 秋元康    | 園田健太郎       | APAZZI           | 4:15  |
| 3.        | 「Wonderland」(AKB48 SURREAL)              | 秋元康    | 中村歩、菊池博人 | 中村歩、菊池博人 | 4:33  |
| 4.        | 「どうしても君が好きだ（off vocal ver.）」 |           | ナスカ           | 野中“まさ”雄一   | 4:16  |
| 5.        | 「寝たふり（off vocal ver.）」             |           | 園田健太郎       | APAZZI           | 4:15  |
| 6.        | 「Wonderland（off vocal ver.）」           |           | 中村歩、菊池博人 | 中村歩、菊池博人 | 4:33  |
| 合計時間: | 合計時間:                                  | 合計時間: | 合計時間:        | 合計時間:        | 26:08 |

| #  | タイトル                             | 作詞 | 作曲・編曲 | 監督                     |
| -- | ------------------------------------ | ---- | ---------- | ------------------------ |
| 1. | 「どうしても君が好きだ Music Video」 |      |            | Nanasari Tamura (KIENGI) |
| 2. | 「寝たふり Music Video」             |      |            | 大野敏嗣 (COLORS)        |

### Type C
「初回限定盤」と「通常盤」の2種類が存在するが、収録トラックは同一。
| #         | タイトル                                   | 作詞      | 作曲       | 編曲           | 時間  |
| --------- | ------------------------------------------ | --------- | ---------- | -------------- | ----- |
| 1.        | 「どうしても君が好きだ」                   | 秋元康    | ナスカ     | 野中“まさ”雄一 | 4:16  |
| 2.        | 「寝たふり」(お料理選抜デザート部)         | 秋元康    | 園田健太郎 | APAZZI         | 4:15  |
| 3.        | 「あの夏の防波堤」(AKB48 17期 18期研究生)  | 秋元康    | 上田晃司   | 住谷翔平       | 4:14  |
| 4.        | 「どうしても君が好きだ（off vocal ver.）」 |           | ナスカ     | 野中“まさ”雄一 | 4:16  |
| 5.        | 「寝たふり (off vocal ver.）」             |           | 園田健太郎 | APAZZI         | 4:14  |
| 6.        | 「あの夏の防波堤（off vocal ver.）」       |           | 上田晃司   | 住谷翔平       | 4:14  |
| 合計時間: | 合計時間:                                  | 合計時間: | 合計時間:  | 合計時間:      | 25:29 |

| #  | タイトル                             | 作詞 | 作曲・編曲 | 監督                     |
| -- | ------------------------------------ | ---- | ---------- | ------------------------ |
| 1. | 「どうしても君が好きだ Music Video」 |      |            | Nanasari Tamura (KIENGI) |
| 2. | 「寝たふり Music Video」             |      |            | 大野敏嗣 (COLORS)        |

### Official Shop盤
| #         | タイトル                                   | 作詞      | 作曲               | 編曲               | 時間  |
| --------- | ------------------------------------------ | --------- | ------------------ | ------------------ | ----- |
| 1.        | 「どうしても君が好きだ」                   | 秋元康    | ナスカ             | 野中“まさ”雄一     | 4:16  |
| 2.        | 「寝たふり」(お料理選抜デザート部)         | 秋元康    | 園田健太郎         | APAZZI             | 4:15  |
| 3.        | 「Da Re Da」(Universe Girls)               | 秋元康    | 鈴木裕哉、藤原彩豊 | 鈴木裕哉、藤原彩豊 | 4:39  |
| 4.        | 「どうしても君が好きだ（off vocal ver.）」 |           | ナスカ             | 野中“まさ”雄一     | 4:16  |
| 5.        | 「寝たふり（off vocal ver.）」             |           | 園田健太郎         | APAZZI             | 4:14  |
| 6.        | 「Da Re Da（off vocal ver.）」             |           | 鈴木裕哉、藤原彩豊 | 鈴木裕哉、藤原彩豊 | 4:39  |
| 合計時間: | 合計時間:                                  | 合計時間: | 合計時間:          | 合計時間:          | 26:19 |

## 選抜メンバー
- 大西桃香
- 大盛真歩
- 岡部麟
- 小栗有以
- 小田えりな
- 柏木由紀
- 倉野尾成美
- 佐藤綺星
- 千葉恵里
- 平田侑希
- 本田仁美
- 向井地美音
- 村山彩希
- 茂木忍
- 山内瑞葵
- 山﨑空